# Chevaux de Marly
Les Chevaux de Marly sont deux groupes sculptés représentant des chevaux cabrés et leurs palefreniers. En marbre de Carrare, ils ont été exécutés entre 1743 et 1745 par Guillaume Coustou.

## Histoire
Les Chevaux de Marly furent commandés en 1739 par Louis XV au sculpteur Guillaume Coustou, pour orner « l’abreuvoir de Marly » situé à l'entrée du parc du château de Marly, afin de remplacer deux groupes sculptés. Ceux-ci, Mercure à Cheval sur Pégase et La Renommée à Cheval sur Pégase d'Antoine Coysevox, avaient en effet été déplacés en 1719 dans les jardins des Tuileries. Les modèles sont choisis par le roi en 1743, et furent installés à Marly en 1745, après seulement deux ans de travail.
En 1794, ils sont transférés place de la Concorde. Ils sont restaurés en 1840 par Louis-Denis Caillouette (1790-1868).
En 1984, notamment en raison du fait que le défilé des blindés du 14 Juillet les fragilisait, ainsi que des atteintes de la pollution sur le marbre, ils sont remplacés par des copies en marbre reconstitué réalisées par Michel Bourbon dans l'atelier d'une filiale de Bouygues. Ce dernier en profite pour demander le droit d'en réaliser une copie supplémentaire, qui est placée au siège social de Bouygues Construction. Les originaux sont conservés au musée du Louvre, dans une ancienne cour de l'aile Richelieu transformée en patio, appelée la cour Marly.
Dernières œuvres de Guillaume Coustou, les Chevaux de Marly connaissent un succès certain (multiplication, entre autres, de répliques à échelle réduite) et annoncent l’engouement des artistes romantiques pour les sujets équestres, tel Théodore Géricault.
La Renommée à Cheval sur Pégase d'Antoine Coysevox a été mise au centre de la mire télévisuelle de la RTF.
Les moulages des Chevaux de Marly ont été réalisés par le sculpteur Michel Bourbon et placés en 1985 à leur emplacement d'origine, près de l'abreuvoir de l'ancien château de Marly, à Marly-le-Roi dans les Yvelines. La maîtrise d'œuvre a été assurée par l'architecte Serge Macel.

## Description
Les Chevaux de Marly, ou Chevaux retenus par des palefreniers, représentent un vrai coup de force technique, dans le travail de blocs monolithes de marbre de Carrare sculptés en seulement deux ans. Le thème choisi s'éloigne de toute référence allégorique ou mythologique, à la différence des deux groupes sculptés par Antoine Coysevox. Coustou met simplement en scène deux chevaux fougueux aux prises avec leurs palefreniers, nus et musculeux (des esclaves amérindiens, avec leur carquois), leurs corps tendus par l'effort. Le sculpteur rend avec vitalisme la lutte des forces sauvages et contraires. Les chevaux sont cabrés, leur crinière est ébouriffée, leurs naseaux et leurs yeux dilatés, et les deux animaux se débattent avec fureur dans un combat impétueux face à leurs maîtres. Victor Hugo a notamment admiré « ces marbres hennissants cabrés sur un nuage d'or ».
Le sculpteur a beaucoup observé d'après nature, dans le rendu de l'anatomie équine et dans l'expression furieuse des chevaux. Il a également pris pour modèle plusieurs groupes sculptés illustrant des groupes de chevaux, tels les Dioscures du palais du Quirinal à Rome, ainsi que des réalisations françaises : Les Chevaux d'Apollon sculptés par les frères Gaspard et Balthazar Marsy pour la grotte de Téthys à Versailles, et, plus récents, le relief des Chevaux du Soleil, chef-d'œuvre du sculpteur Robert Le Lorrain sculptés en 1737 sur la façade des écuries de l'hôtel de Rohan.

## Galerie

Moulages installés au château de Marly
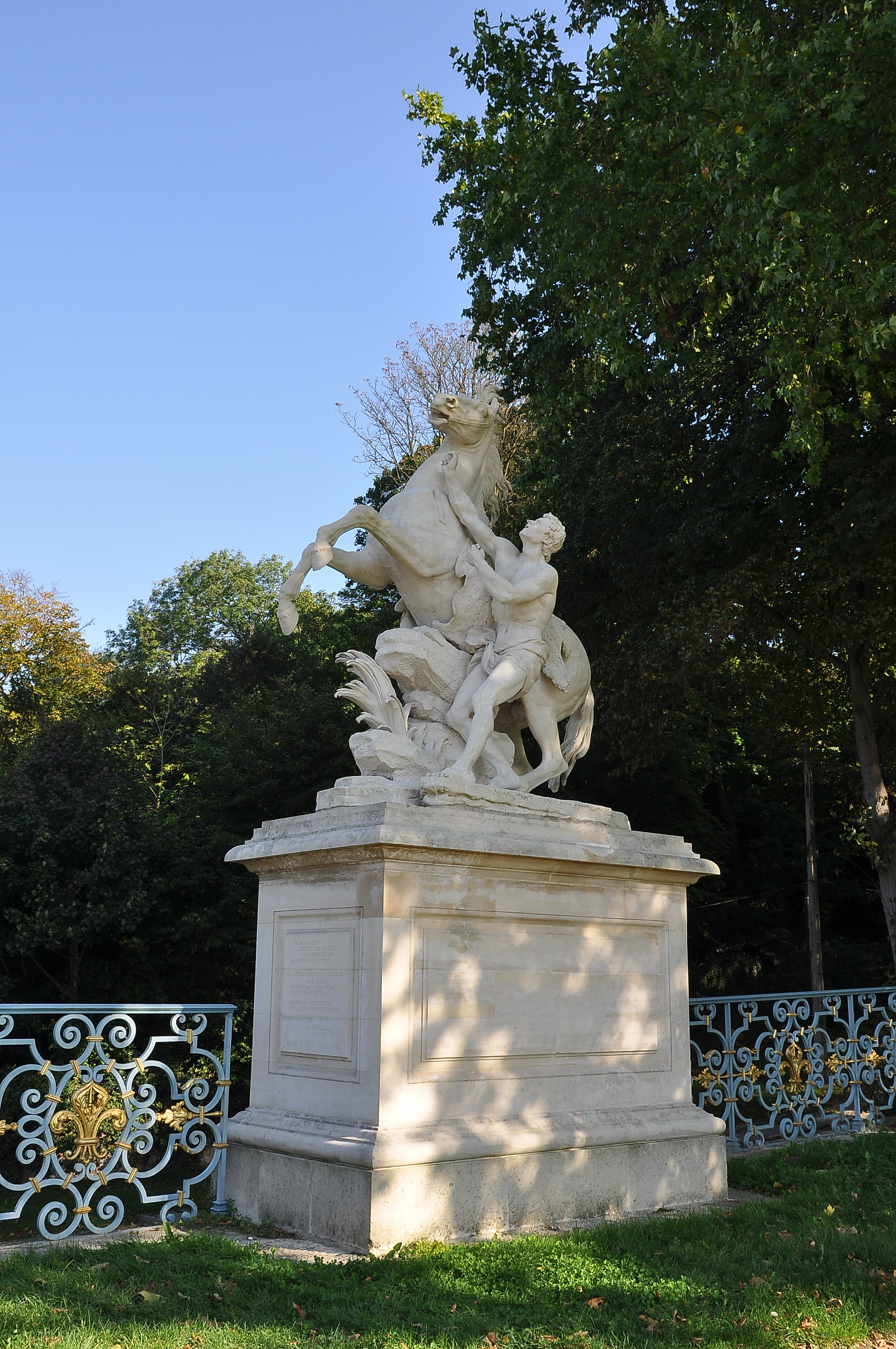
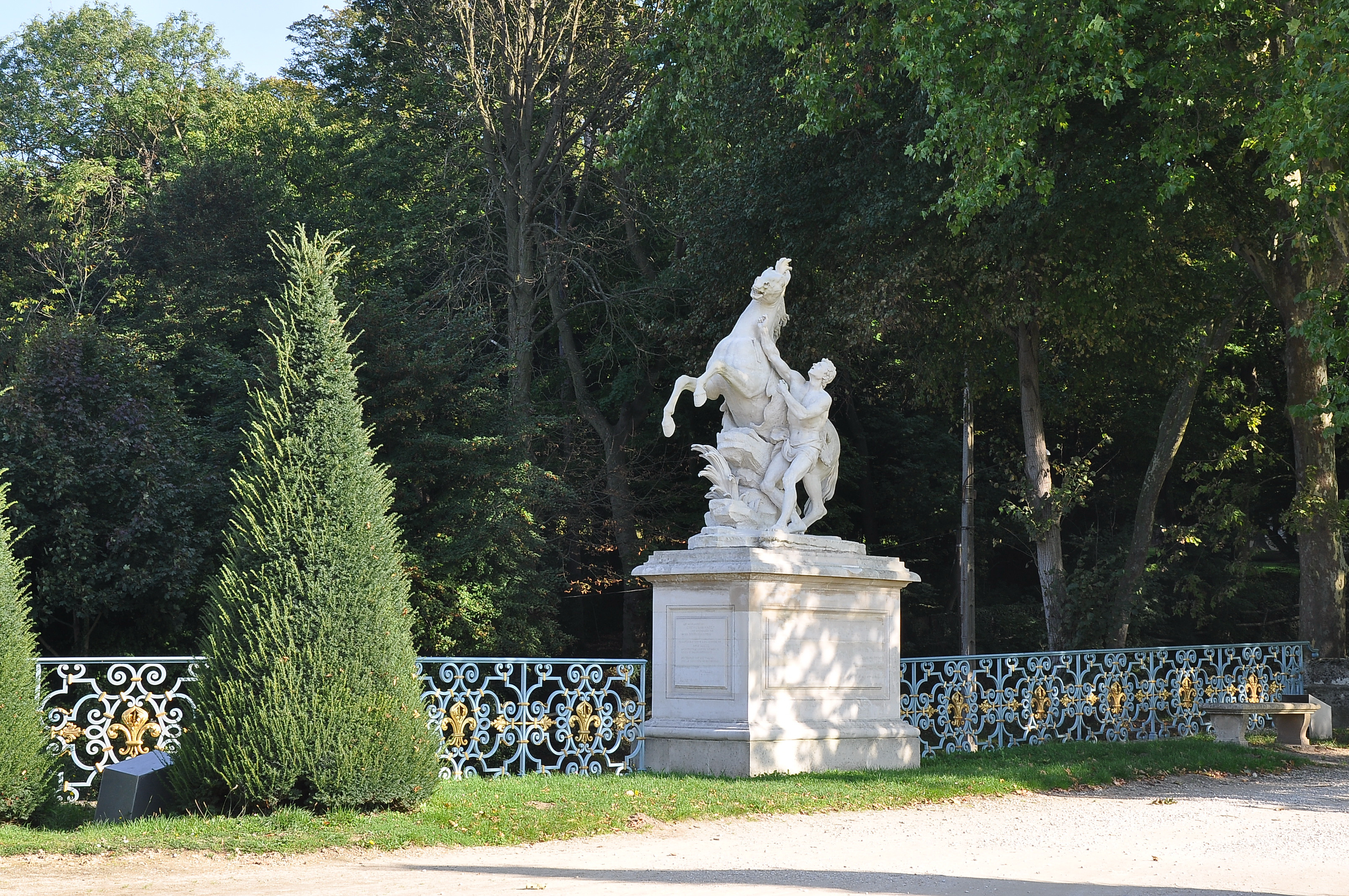

Sur l'avenue des Champs-Élysées
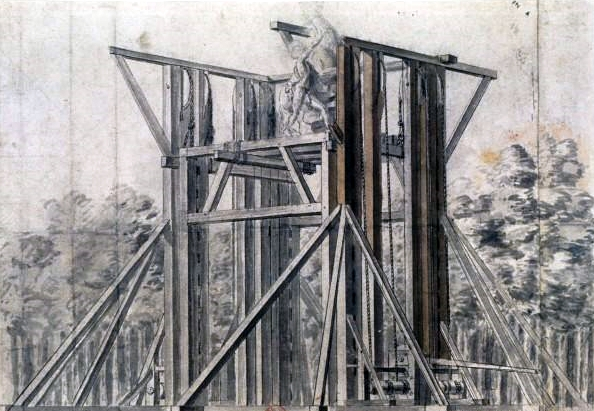
Installation des Chevaux de Marly aux Champs-Élysées en 1794.
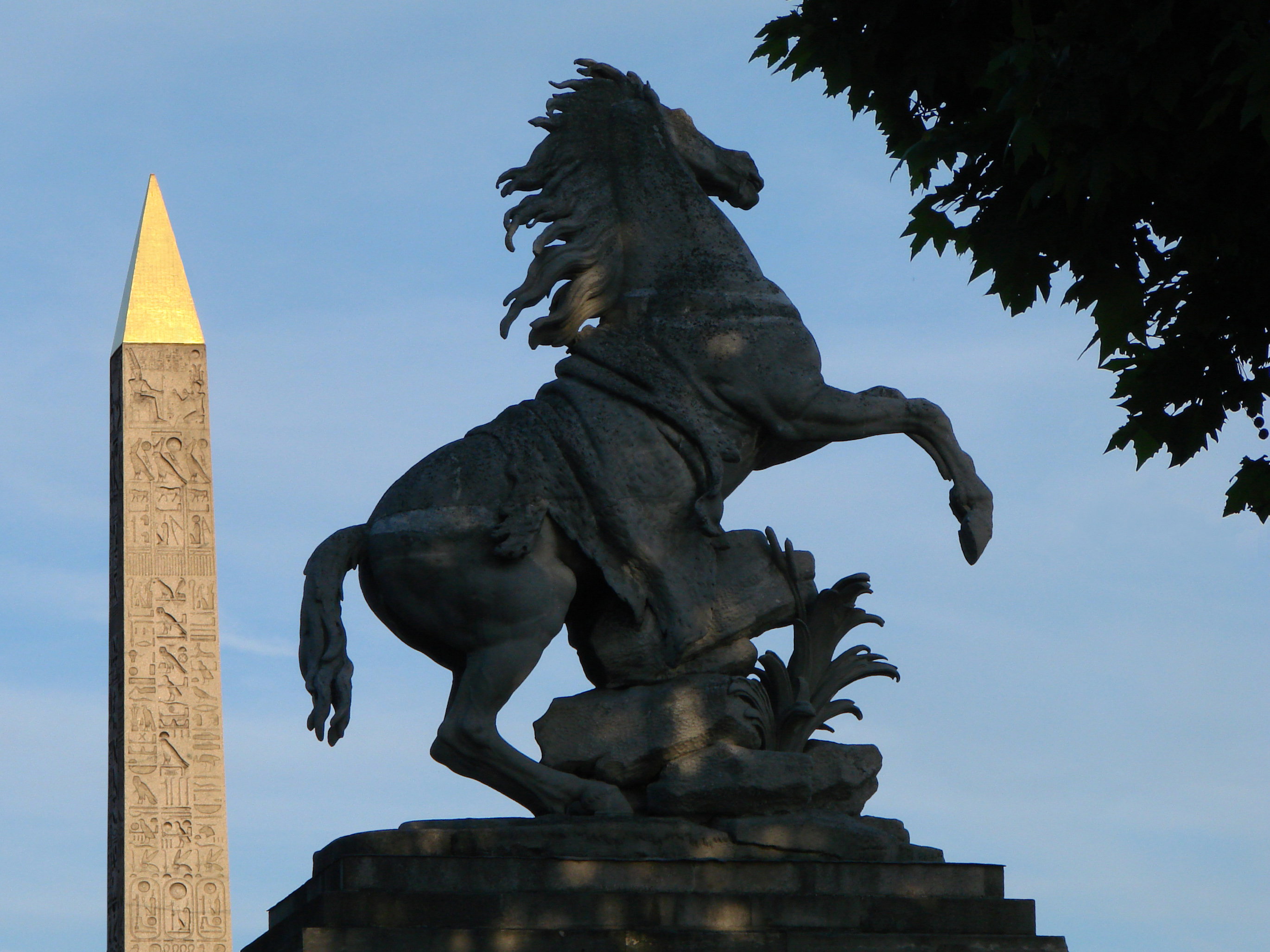
Copie de l'original, après déplacement de celui-ci au Louvre.